# Veronica Guerin
Veronica Guerin (* 5. Juli 1958 in Dublin; † 26. Juni 1996 ebenda) war eine irische Journalistin.

## Ausbildung und Beruf
Guerin hatte Buchführungswesen und Politikwissenschaften studiert, bevor sie eine Agentur für Public Relations gründete. Erst später arbeitete sie als Journalistin für die „Sunday Business Post“ und die „Sunday Tribune“. 1994 begann sie mit einer Reihe von Berichten über die Kriminalität in Irland für den „Sunday Independent“.

## Journalistische Tätigkeit
Guerin schrieb in ihren Artikeln besonders gegen die Drogenbosse Dublins. Ihre Namen ersetzte sie durch Pseudonyme, da die Verwendung von Namen zu der Zeit gesetzlich verboten war. 1995 erhielt sie als erste westeuropäische Journalistin den International Press Freedom Award, nachdem sie schon mehrmals bedroht und einmal in ihrem Haus bei einem Mordversuch angeschossen worden war. Eines Tages stieß Guerin bei ihren journalistischen Recherchen auf den Namen John Gilligan. Dieser auf Bewährung freigelassene Mann verfügte über ein beachtliches Vermögen, obwohl er offiziell keiner geregelten Arbeit nachging. Zwar war sein Name auch den Steuerbehörden gut bekannt, doch ließ es die irische Gesetzgebung damals nicht zu, Vermögenswerte unbekannten Ursprungs länger als für die Dauer einer Ermittlung einzufrieren. Guerin vermutete, dieser Mann verdiene sein Geld mit Drogengeschäften in Dublin, und begann intensivere Recherchen. Dabei wurde sie einmal direkt vor der Tür seiner Villa von ihm selber zusammengeschlagen. Noch in der darauffolgenden Nacht erhielt sie von ihm eine Morddrohung gegen sich und ihren Sohn – und am nächsten Tag durch einen Mittelsmann ein Bestechungsangebot. Gilligan bot 100.000 Pfund dafür, dass sie kein Wort über ihn in der Zeitung erwähne und die Polizei aus dem Spiel lasse. Sie lehnte jedoch ab, hatte sie doch bereits bei der Polizei ausgesagt. Auch ihren privaten Ermittlungen gegen ihn ging sie bis zu ihrer Ermordung weiterhin nach.

## Der Mord und die Ermittlungen
Guerin wurde am 26. Juni 1996 in ihrem Auto erschossen, als sie an einer roten Ampel hielt. Einer der zwei Männer, die auf einem Motorrad neben ihrem Wagen hielten, feuerte mit einer Pistole auf sie. Sie starb noch am Tatort und hinterließ Sohn und Ehemann.
Im November 1998 wurde Paul Hippo Ward, ein Drogendealer aus Dublin, wegen Mordes an Guerin zu lebenslanger Haft verurteilt. Er hatte den Mord zwar nicht begangen, aber sowohl das Motorrad als auch die Mordwaffe bereitgestellt. Brian Meehan wurde als Fahrer des Motorrads angeklagt und im Juli 1999 ebenfalls zu lebenslanger Haft verurteilt. Weiterhin wurde Patrick Dutchy Holland als der Mann verdächtigt, der die Pistole abgefeuert hatte, jedoch lagen keine ausreichenden Beweise vor und er wurde letztlich wegen Drogenhandels zu zwölf Jahren Haft verurteilt. Bis heute (Stand 2006) schwört er, nicht der Mörder Veronica Guerins zu sein. John Gilligan wurde für die Organisation und Verantwortung für das größte Drogenkartell, das es in Irland bis dahin je gegeben hatte, zu 28 Jahren Haft verurteilt. Als Kopf der Verbrecherbande, die den Tod Guerins zu verantworten hatte, entging er knapp der Verurteilung wegen Mordes an der Journalistin. Die Richter bestätigten, dass ein erheblicher Verdacht auf die Verwicklung Gilligans in die Mordaffäre bestehe, es mangelte jedoch an Beweisen.
Die irische Regierung wertete den Mord an der Journalistin als massive Attacke gegen die Pressefreiheit und gegen die Demokratie allgemein, was zu den umfangreichsten Ermittlungen führte, die jemals in Irland vorgenommen wurden, und in der Verhaftung von mehr als 150 Verdächtigen der Mitgliedschaft des organisierten Verbrechens mündete.

## Reaktionen auf ihren Tod

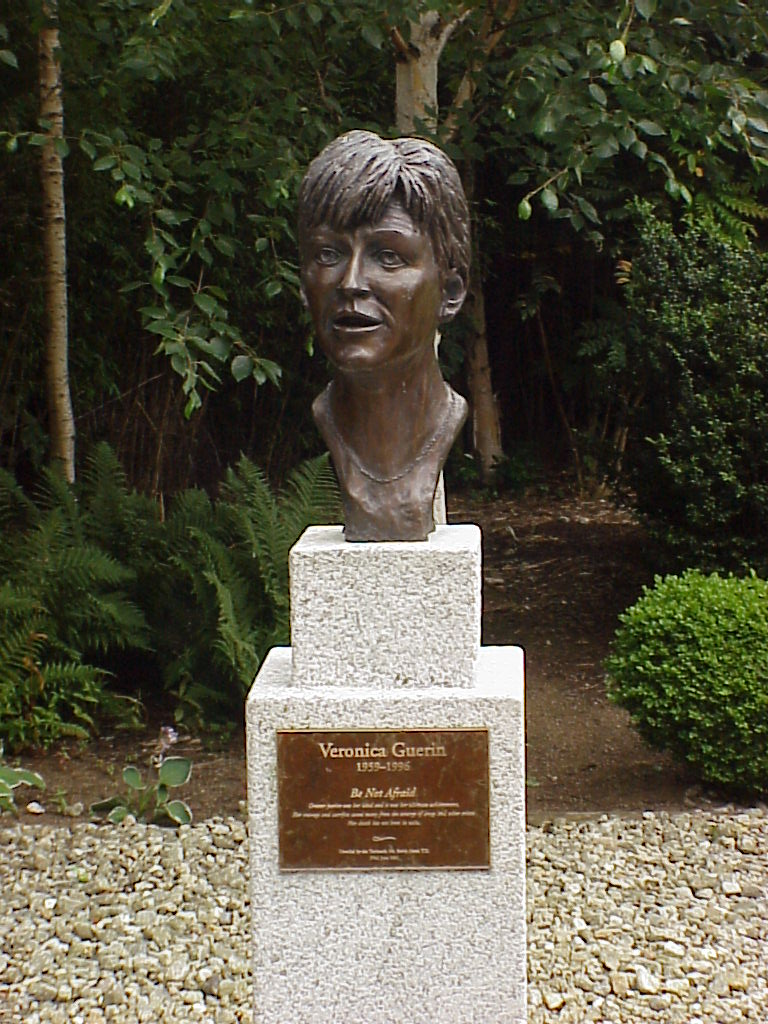
Statue im Park des Dublin Castle

Bereits wenige Tage nach Guerins Ermordung wurde in einer Sondersitzung des Parlaments die irische Verfassung dahingehend geändert, dass dubiose Vermögenswerte von verdächtigen Personen von nun an dauerhaft beschlagnahmt werden können, was seither durch eine noch im selben Jahr neu geschaffene Behörde, das Criminal Assets Bureau CAB, praktisch umgesetzt wird.
Der Taoiseach von Irland, Bertie Ahern T. D., ließ am 22. Juni 2001 eine Statue im Garten des Dublin Castles errichten. Die darunter befindliche Tafel trägt den Titel „Be not afraid“ (deutsch: „Habt keine Angst.“)

## Verfilmungen
Mit den letzten zwei Jahren vor ihrem Tod, in denen sich Guerin in ihrer Berichterstattung so sehr auf die Drogenszene konzentriert hatte, beschäftigt sich der 2003 gedrehte Film Die Journalistin (Originaltitel: Veronica Guerin) mit Cate Blanchett in der Titelrolle, welcher in Irland teils an Originalschauplätzen gedreht wurde. Eine andere Verfilmung ihres Schicksals trägt den Titel When the Sky Falls (deutsch: Allein gegen das Verbrechen) mit Joan Allen als Sinead Hamilton.

## Hommage
Die Person Guerin kommt in dem Konzeptalbum The Wake of Magellan der Power-Metal-Band Savatage vor.
Eine weitere Hommage hat ihr der irische Sänger Christy Moore mit dem Lied Veronica gewidmet.